# Anne Karin Elstad
Anne Karin Elstad (ur. 19 stycznia 1938 w Valsøyfjord w Møre og Romsdal w Norwegii, zm. 4 kwietnia 2012) – norweska pisarka.

## Życiorys
Elstad została wyedukowana na nauczyciela i jako nauczyciel pracowała przez wiele lat zanim całkowicie poświęciła się pisarstwu. Jako autor zadebiutowała w 1976 roku nowelą Folket på Innhaug, pierwszą z czterech pozycji składających się na serię o mieszkańcach Innhaug. Kolejne trzy tytuły to: Magret (1977), Nytt rotfeste (1979) i Veiene møtes (1980). Pisarka jest także znana z serii, której bohaterką jest Julie. Składają się na nią cztery tomy: Julie (1993), Som dine dager er (1995), Lenker (1998) i Fri (2000).
Jej książka Odel była jedną z najlepiej sprzedawanych książek 2003 roku, a za powieść Hjem (2006), sprzedaną w ponad 100.000 egzemplarzy, autorka została nagrodzona nagrodą Leserprisen.
W 1986 roku oraz ponownie w roku 1992 Elstad miała udar mózgu, w związku z czym musiała od nowa nauczyć się chodzić. Została przyjęta do szpitala Sunnaas na rehabilitację. Po siedmiu latach była znów zdolna do pisania.
Anne Karin Elstad zasiadała w zarządzie Den norske Forfatterforening od 1983 do 1987 roku, była także członkiem zarządu Norsk forfattersentrum w latach 1991–1997.
17 czerwca 2006 roku w celu podsumowaniu swojej pracy Elstad otworzyła budynek starej szkoły w Otnesbukta; Anne Karin była obecna aby przeciąć wstęgę celebrującą otwarcie. Podczas uroczystości otwarcia obecni byli również William Nygaard, Tom Kristensen i Mia Bull-Gundersen.

## Nagrody
- Bokhandlerprisen (1982) za Senere, Lena
- Mads Wiel Nygaards Endowment (1985)
- Medlemmenes favorittbok, (1986) za Folket på Innhaug
- Halsa municipality cultural prize (1997)
- Lordmøre Historiens Pris „Kluturprisen” (2002)
- Møre og Romsdal county cultural prize (2003)
- Den norske leserprisen (2003) za Odel
- Den norske leserprisen (2006) za Hjem